# Dom kultury

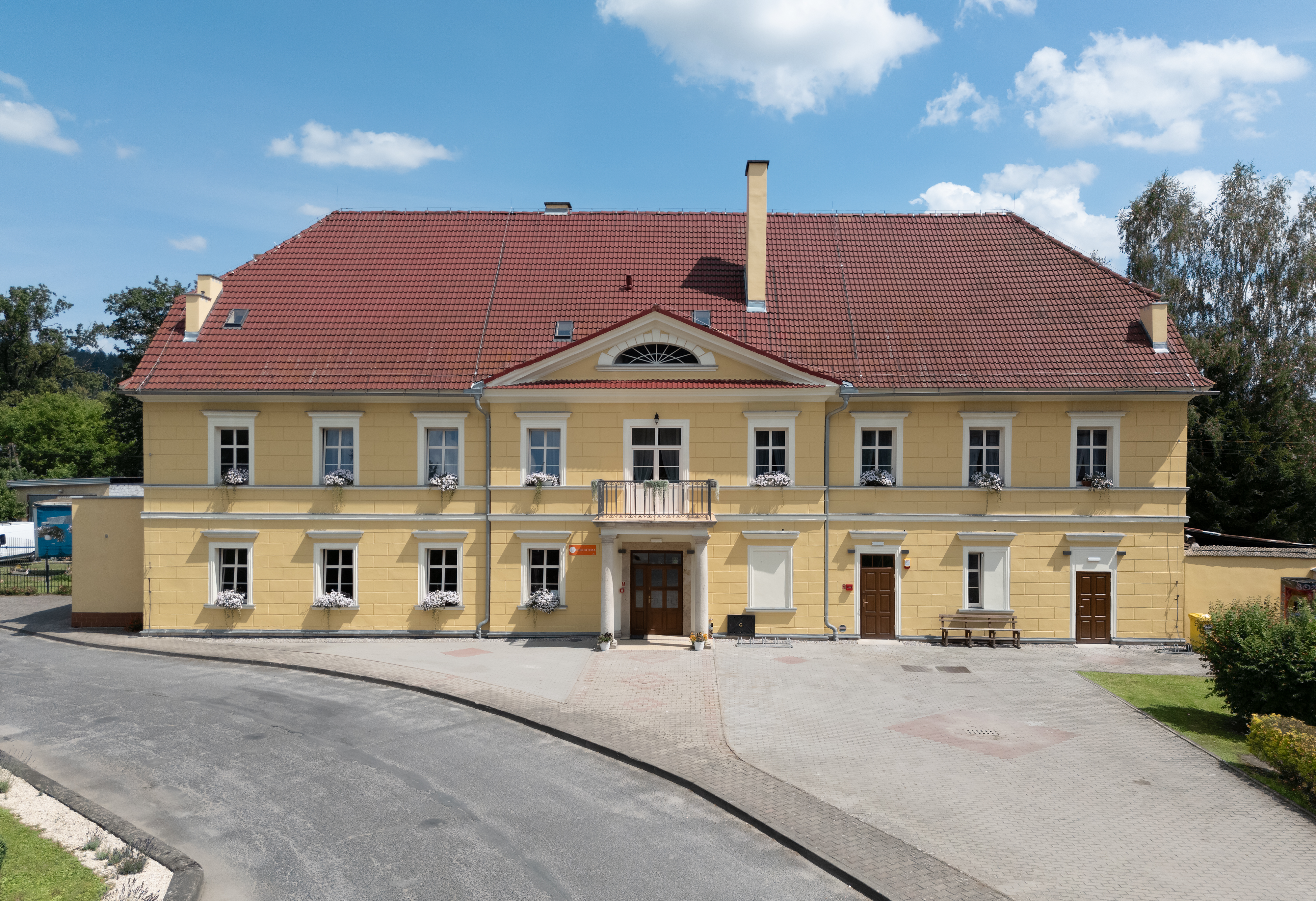
Wiejski ośrodek kultury w Gorzanowie (województwo dolnośląskie)

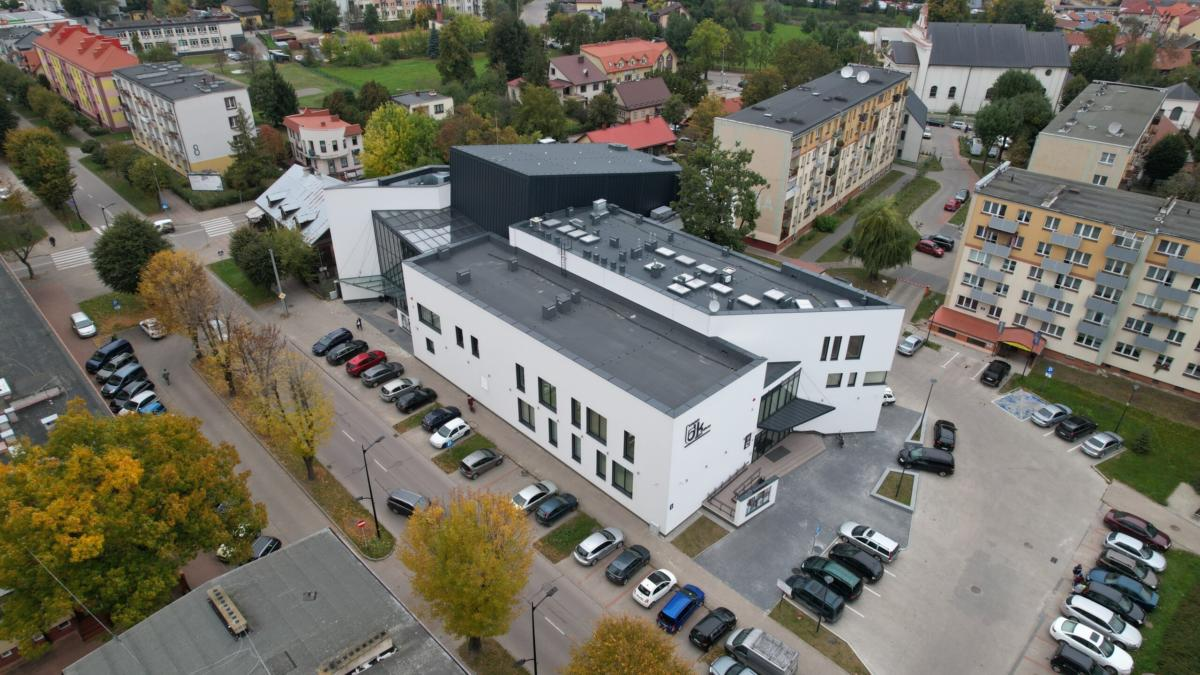
Bielski Dom Kultury w Bielsku Podlaskim

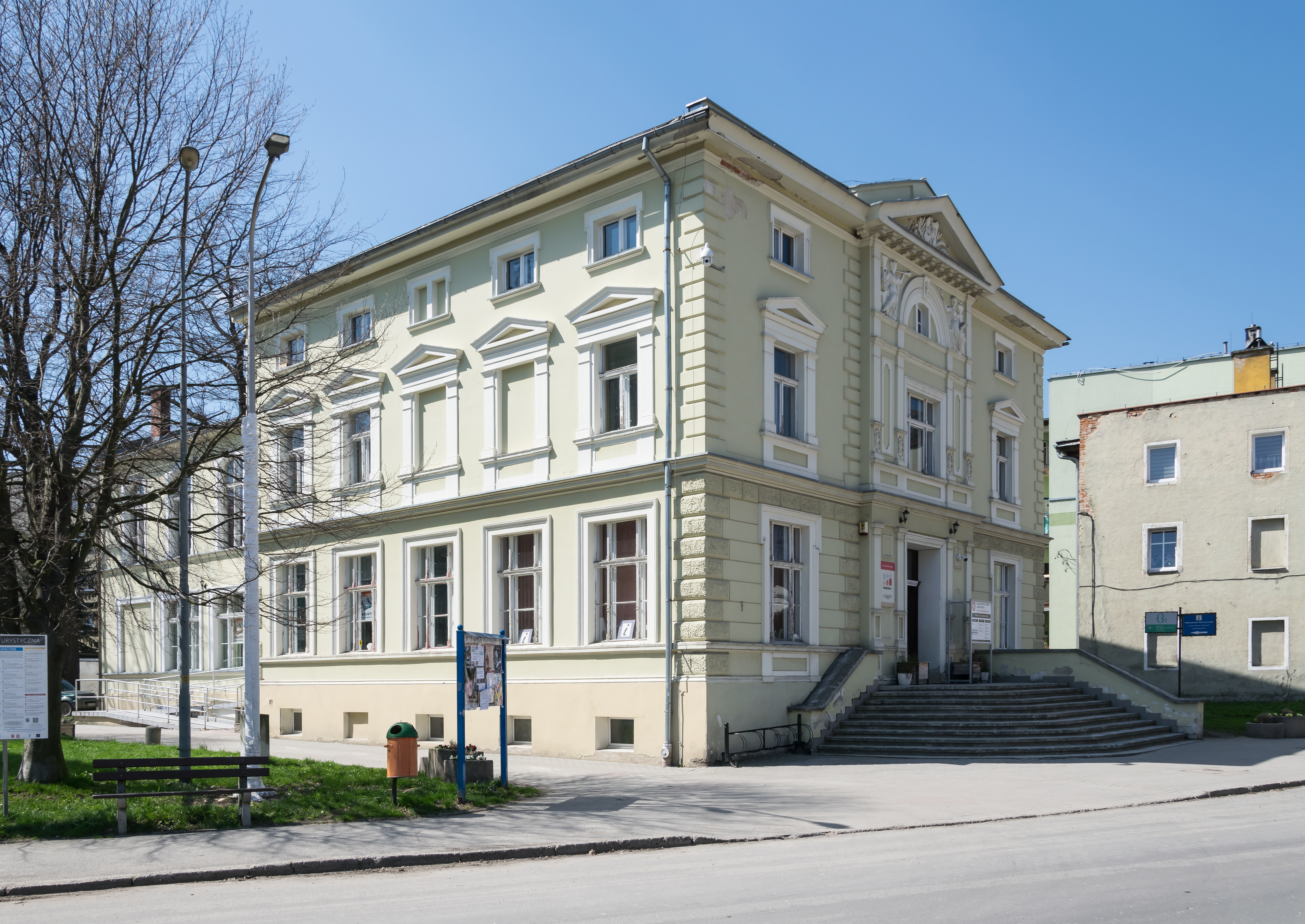
Dom kultury w Lądku-Zdroju

Dom kultury lub dom ludowy (także: ośrodek kultury, centrum kultury) – instytucja kultury prowadząca działalność społeczno-kulturalną. W jej budynku mieszczą się lokale kulturalno-rozrywkowe typu: sale teatralno-kinowe, czytelnie, świetlice itp., w których można prowadzić pozaszkolną działalność i inicjatywy dydaktyczno-kulturalne dla młodzieży i dorosłych (warsztaty kulturalne, przedstawienia, zabawy, wystawy).
Stanowi centrum kulturalno-oświatowe danej okolicy: wsi, osiedla, miasta.
Do sfer działalności miejskiego, gminnego i dzielnicowego domu kultury zalicza się promocję kultury regionu i „małej ojczyzny”. Domy kultury mogą łączyć się z ośrodkami sportu i rekreacji zajmując jeden budynek lub zespół obiektów (np. MOKSiR – Miejski Ośrodek Kultury, Sportu i Rekreacji).